# Barangay
Barangay ou baranggay (pronúncia: baɾaŋˈɡaj) é a mais pequena unidade de governo local nas Filipinas.
A palavra, também abreviada como Brgy ou Bgy, indica na língua tagalog uma divisão administrativa que substituiu os anteriores "bairros" e provém de balangay, um tipo de barco usado pelos povos austronésios quando migraram para as Filipinas.
Os municípios e as cidades das Filipinas são compostas por barangays. Em 30 de setembro de 2012 contava-se um total de 41995 barangays em todas as Filipinas.